# Ovington House
Ovington House est une maison de la fin du XVIIIe siècle située à Ovington, dans le Hampshire en Angleterre. 

## Histoire
La maison a été construite pour James Standerwick. Sa fille Elizabeth Standerwick, native de la demeure, en hérite. Elle épouse Thomas Richard Swinnerton Dyer, 7e baronnet et lorsqu'il meurt en 1838, elle se remarie à Frederick, Baron von Zandt de Wurtzbourg. Le couple n'a pas d'héritiers. 
En 1910, la propriété est acquise par Harvey Hoare de Hoare's Bank. 
En 1975, le domaine est morcelé et vendu aux enchères.
La parte nord du bâtiment est classée Grade II. 
Ovington Square à Londres tient son nom de la demeure.